# Cerrenaceae
Cerrenaceae Miettinen, Justo & Hibbett – rodzina grzybów należąca do rzędu żagwiowców (Polyporales).

## Charakterystyka
Owocniki rozpostarte lub rozpostarto-odgięte. Hymenofor poroidalny lub kolczasty. System strzępkowy mono- lub dimityczny, rzadko trimityczny. W strzępkach zwykle występują sprzążki. Zarodniki szkliste, gładkie, nieamyloidoalne, niedekstrynalne, cienkościenne lub grubościenne. W jednym rodzaju występują cienkościenne gleocystydy, a także grubościenne inkrustowane cystydy. System kojarzenia heterotaliczny, dwubiegunowy lub czterobiegunowy. Większość gatunków to saprotrofy powodujące białą zgniliznę drewna, ale są też pasożyty.
Cerrenaceae są siostrzanym kladem Panaceae.

## Systematyka
Pozycja w klasyfikacji według Index Fungorum: Cerrenaceae, Polyporales, Incertae sedis, Agaricomycetes, Agaricomycotina, Basidiomycota, Fungi.
Według Index Fungorum bazującego na Dictionary of the Fungi do rodziny Cerrenaceae należą rodzaje:
- Cerrena Gray 1821 – gmatkówka
- Pseudolagarobasidium J.C. Jang & T. Chen 1985
- Radulodon Ryvarden 1972

Nazwy polskie według W. Wojewody.